# Maria Stuarda, regina di Scozia
Maria Stuarda, regina di Scozia (Mary, Queen of Scots) è un film del 1971 diretto da Charles Jarrott.

## Trama
In Francia la giovane e bella Maria Stuarda, già regina di Scozia per diritto ereditario, è felicemente sposata con Francesco II, re di Francia. Quando, tuttavia, questi muore, Caterina de' Medici, suocera di Maria, scaccia la giovane vedova dalla sua corte e la regina di Scozia è costretta a tornare nel suo paese natio.
Maria, cattolica, si ritrova regina di un paese protestante e inoltre deve fare i conti con la scomoda, vicina presenza della sovrana d'Inghilterra, sua cugina Elisabetta, anch'ella protestante e invidiosa del fascino e dei legittimi natali della Stuarda (che può quindi aspirare anche al trono inglese).
La regina di Scozia si innamora perdutamente del cugino Henry Darnley, un ragazzo aitante e dai modi gentili ma in realtà sciocco e vizioso. Rivelatosi borioso e violento, divenuto un peso per Maria e un pericolo per i lord e per il regno, Darnley viene assassinato poco dopo la nascita dell'erede al trono, Giacomo. A capo della congiura dei lord c'è il Conte di Bothwell, uomo energico e protettivo, di cui Maria si innamora e che sposa, attirandosi l'ostilità dell'intera nazione.
Dopo la rivolta aperta del paese, capeggiata dal fratello Giacomo Stuart e una breve prigionia, Maria sceglie di abdicare pur di salvare il suo innamorato, che morirà pazzo in una galera danese. Una volta riuscita a fuggire dalla Scozia, si reca in Inghilterra per chiedere aiuto a Elisabetta, la quale, per tutta risposta, la fa imprigionare. Dopo vent'anni di prigionia, Maria viene coinvolta in un complotto contro Elisabetta e quindi processata e condannata a morte per ordine della cugina. Tuttavia, alla morte di Elisabetta, nubile e senza figli, il trono verrà ereditato da Giacomo.

## Riconoscimenti
- 1972 – Premio Oscar
  - Candidatura alla miglior attrice a Vanessa Redgrave
  - Candidatura alla miglior scenografia a Terence Marsh, Robert Cartwright e Peter Howitt
  - Candidatura ai migliori costumi a Margaret Furse
  - Candidatura alla miglior colonna sonora drammatica a John Barry
  - Candidatura al miglior sonoro a Bob Jones e John Aldred

- 1972 – Golden Globe
  - Candidatura al miglior film drammatico a Charles Jarrott
  - Candidatura alla miglior attrice in un film drammatico a Vanessa Redgrave
  - Candidatura alla miglior attrice in un film drammatico a Glenda Jackson
  - Candidatura alla miglior sceneggiatura a John Hale
  - Candidatura alla miglior colonna sonora originale a John Barry

- 1972 – David di Donatello
  - David speciale a Vanessa Redgrave
  - David speciale a Glenda Jackson